# ObjectARX
ObjectARX (AutoCAD Runtime Extension) é uma API para personalizar e estender o AutoCAD. Provê acesso à hierarquia de classes de interface e desenho do AutoCAD. A versão para C++ permite criar novas entidades gráficas e pode ser compilada de forma nativa ou com .NET em modo misto (gerenciado). Também é possível criar novas funcionalidades com linguagens.NET através de um conjunto de classes expostas.
Geralmente, as aplicações são utilizadas para criar novas funcionalidades para automatizar atividades complexas e/ou repetitivas. Novas entidades também são utilizadas.

## ObjectARX com C++
Uma aplicação ObjectARX escrita em C++ é compilada como uma Dynamic-link library (DLL) (ou Biblioteca de ligação dinâmica) e compartilha o mesmo espaço de memória do AutoCAD, o que permite acesso direto às funções e a hierarquia de classes, e permite também a possibilidade de incluir novas funções e classes. O acesso a funções é geralmente utilizado para automatizar atividades. Já as novas funções registradas geralmente representam novos comandos e novas classes podem ser usadas para novas entidades gráficas.

## Tópicos Relacionados
- Autodesk
- AutoCAD